# Innocente Chersich
Innocente Chersich (* 1. Dezember 1861 in Cres, Istrien; † 23. September 1943 in Pola) war ein istrianisch-italienischer Politiker und Anwalt. Er war Abgeordneter zum istrianischen Landtag und Senator des Königreiches Italien.

## Leben
Innocente Chersich wurde als Sohn von Antonio Chersich und Giacomina Filinich geboren. Er wurde Anwalt und lebte in Pola. Er war Bürgermeister von Cres und vertrat ab 1895 die Orte Cherso und Veglia als Abgeordneter der Kurie der Städte, Märkte und Industrialorte im istrianischen Landtag.
Nach dem Ersten Weltkrieg fiel die Region an Italien und Chersich steig am 19. November 1921 Am 19. zum Präsident der italienischen Markgrafschaft von Istrien auf. Diese verlor jedoch am 18. Januar 1923 mit dem Aufkommen des Faschismus ihre Autonomie und wurde in die Provinz Pola umgewandelt. In der Folge wurde Chersich zum königlichen Kommissars für autonome Angelegenheiten der Provinz Istrien ernannt. Chersich wurde am 30. September 1920 zum Senator des Königreich Italiens ernannt. Er trat am 28. November 1929 in die Partito Nazionale Fascista ein und schloss sich am 12. März 1926 der faschistischen Gruppe UNFS innerhalb des Senats an.
Er war von 27. Dezember 1929 bis 19. Jänner 1934 Mitglied der Kommission für das Urteil des Obersten Gerichtshofs vom 27. Dezember 1929 bis 19. Januar 1934 und von 1. Mai 1934 bis 20. Jänner 1940 stellvertretendes Mitglied der Bildungskommission des Obersten Gerichtshofs. Zudem wirkte er von 17. April 1939 bis 5. August 1943 als Mitglied in der Kommission für innere Angelegenheiten und der Gerechtigkeit.
Chersich hatte seinen Namen 1929 auf Chersi italienisiert. Er war mit Gisella Gramenuda verheiratet. Er hatte zwei Töchter und zog sich nach dem Waffenstillstand von Cassibile am 8. September 1943 in sein Haus in Pola zurück.

## Auszeichnungen
- Ritter des Ordens der Krone von Italien (1. Juni 1919)
- Offizier des Ordens der Krone von Italien (24. November 1932)
- Komtur des Ritterordens der hl. Mauritius und Lazarus (11. März 1923)